# Heilig Kreuz (Arnsberg)

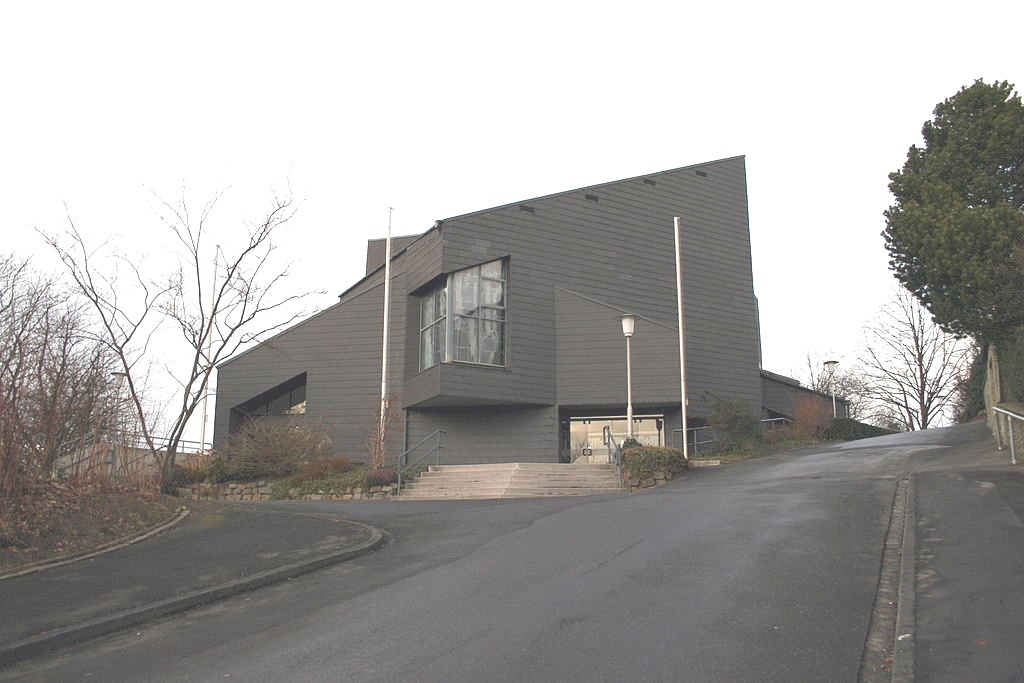
Heilig-Kreuz-Kirche

Die katholische Pfarrkirche Heilig Kreuz ist ein ortsbildprägendes Kirchengebäude in Arnsberg im Hochsauerlandkreis (Nordrhein-Westfalen).

## Geschichte und Architektur

### Erste Kirche
Eine Vorgängerkirche wurde von 1952 bis 1953 nach Plänen des Architekten Aloys Dietrich errichtet. Der kleine Bau bestand aus einem rechteckigen Schiff und einem quadratischen Chor, über dem sich der Turm erhob. Die Kirche stand über einem Werksteinsockel, die verputzten Wände waren durch Lochfenster gegliedert. Durch das abfallende Gelände war im Untergeschoss die Anlage von etlichen Nebenräumen möglich. Schon nach einiger Zeit zeigten sich erste bauliche Mängel und auch sonst genügte die Kirche nicht mehr den Anforderungen. Das Gebäude wurde abgerissen.

### Heutige Kirche
Das Gebäude steht auf einer hohen Bergkuppe im Siedlungsgebiet Schreppenberg. Von der Vorgängerkirche sind das Untergeschoss und der Turm erhalten, der heute als Sakristei dient. Die Kirche wurde von 1973 bis 1974 nach Plänen der Architekten Legge & Legge-Suwelack errichtet. Sie erscheint als freistehende, stark unregelmäßige Architekturplastik. Sämtliche Bauteile sind mit schwarzem Kunstschiefer verblendet, so ist die konventionelle Aufteilung zwischen Wänden und Dächern aufgehoben. Die hohen Bauteile sind durch schmale Fenster gegliedert. Auf der Bergseite fallen die Pultdächer ab und werden durch einen gegenläufigen Kubus geschnitten. Die drei Portale aus Ganzglas sind versetzt angeordnet, in die Vorderseite des Gebäudes eingelassen. Sowohl die tiefen Laibungen der Fenster, wie auch der Portale, sind mit Schiefer verblendet. 
Zwei dunkle Leimholzbinder, die über dem Altarraum aufgehängt sind, überspannen den Innenraum. Durch die höhere Decke über dem Altar ist eine verdeckte Belichtung möglich. Die Altarzone ist leicht erhöht. Der Bereich um den Altar mit Sedilien und Ambo ist durch einen dunklen Bodenbelag formal abgesetzt. Auf der rechten Seite steht ein Sängerpodium mit Brüstung. Die Seitenkapelle ist durch eine freistehende Scheibe abgetrennt, sie beherbergt auf der Rückseite die Nische mit dem Taufbereich. Die Bestuhlung bildet einen Viertelkreis. Die Wände sind einheitlich weiß gefasst. Die Fenster sind als schmale Bahnen ausgeführt, die Glasmalereien sind Arbeiten von Hermann Gottfried.
Die Gemeinderäume auf der Talseite im Untergeschoss werden durch zurückverlegte Glasfenster belichtet.

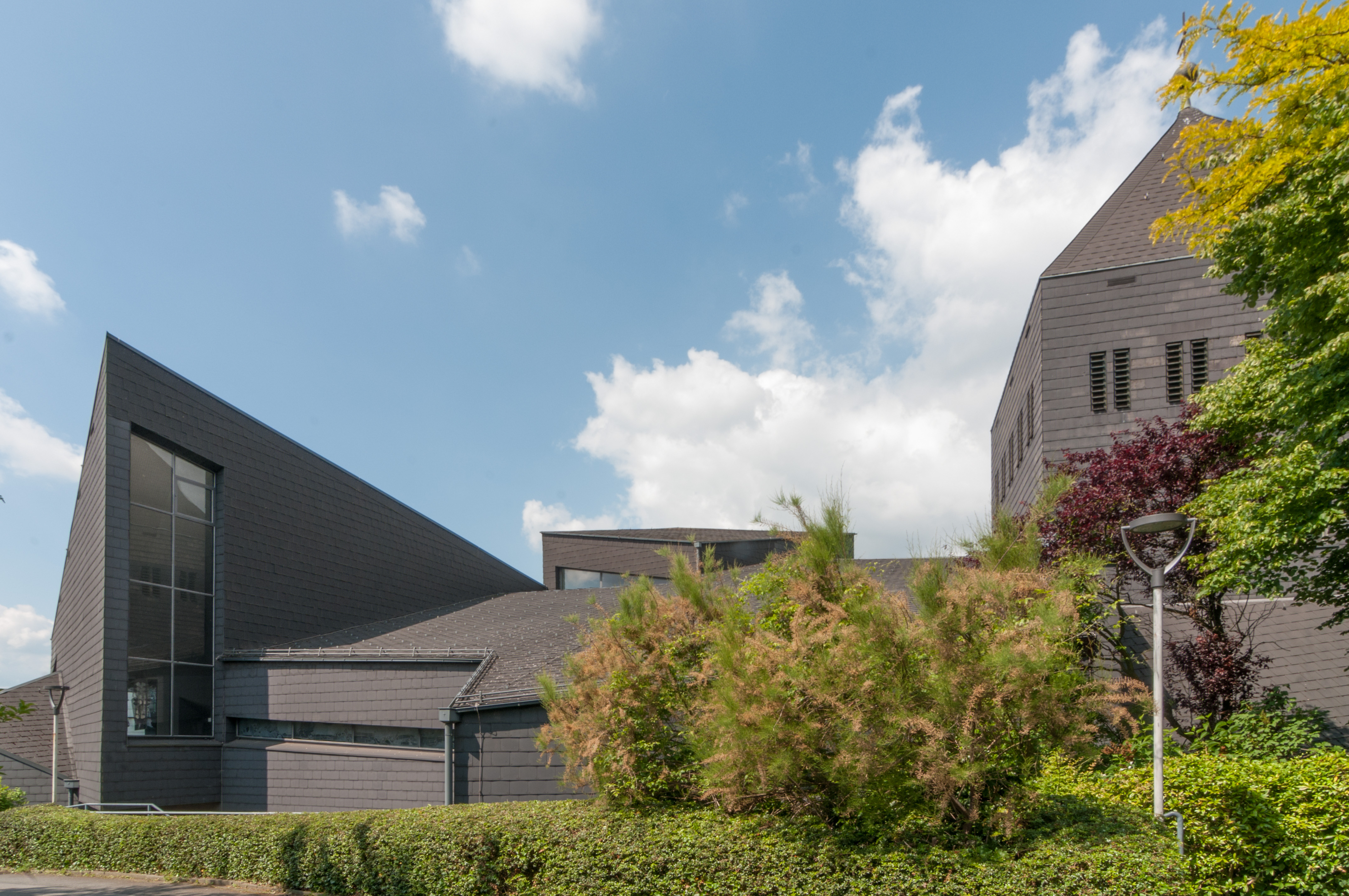
Ansicht vom Propst-Legge-Weg
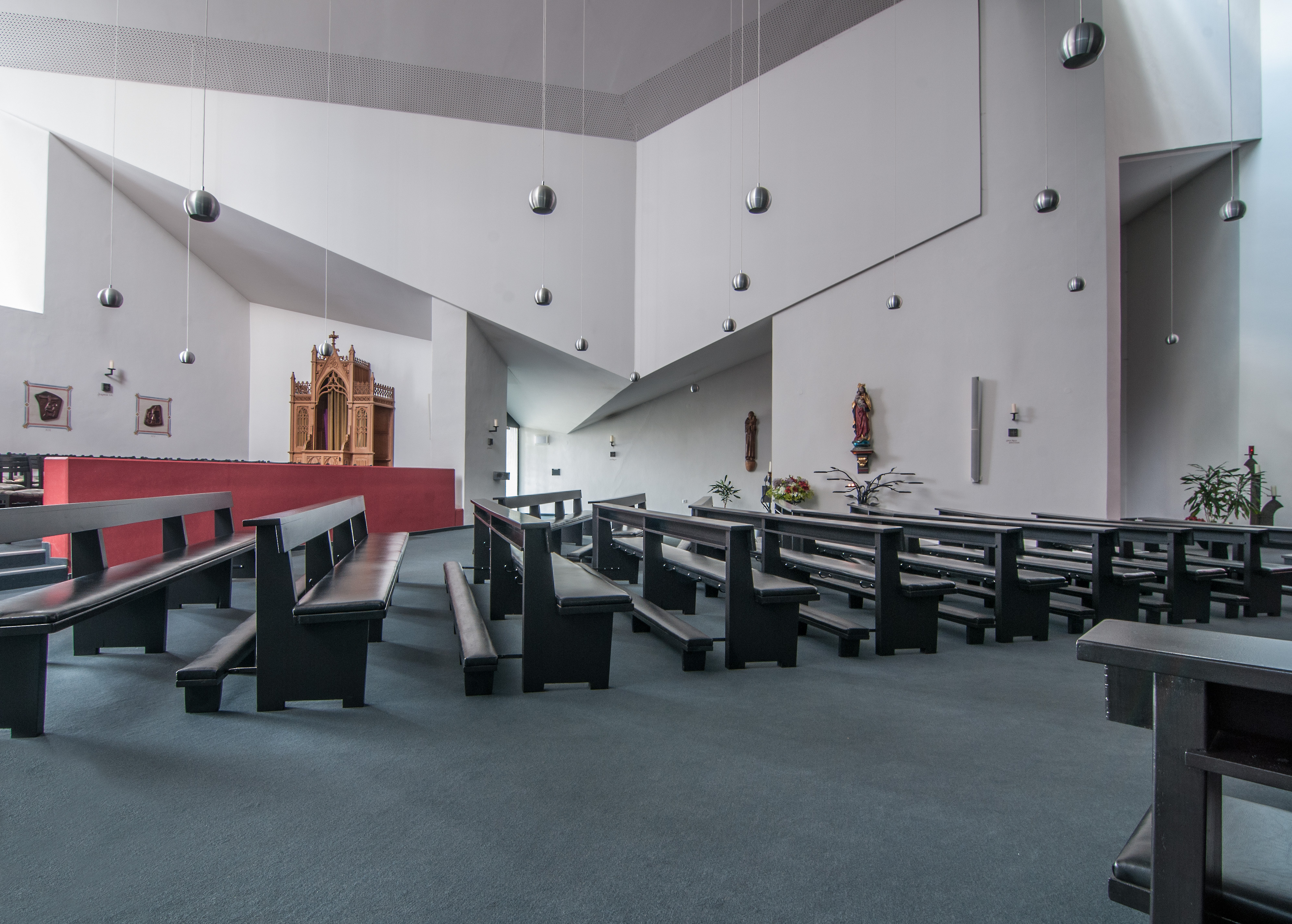
Linker Kirchenraum mit Beichtstuhl
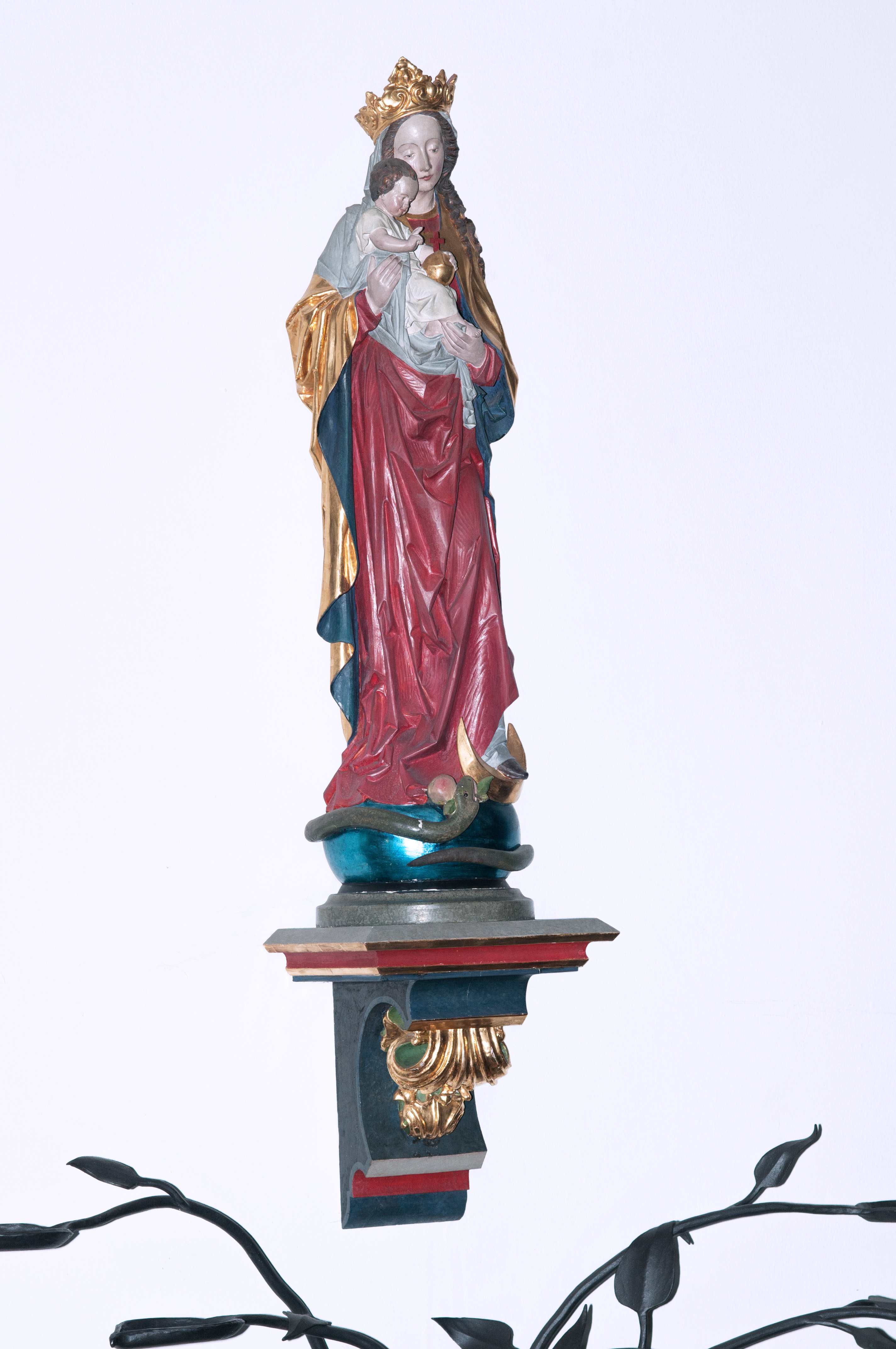
Madonna mit Kind
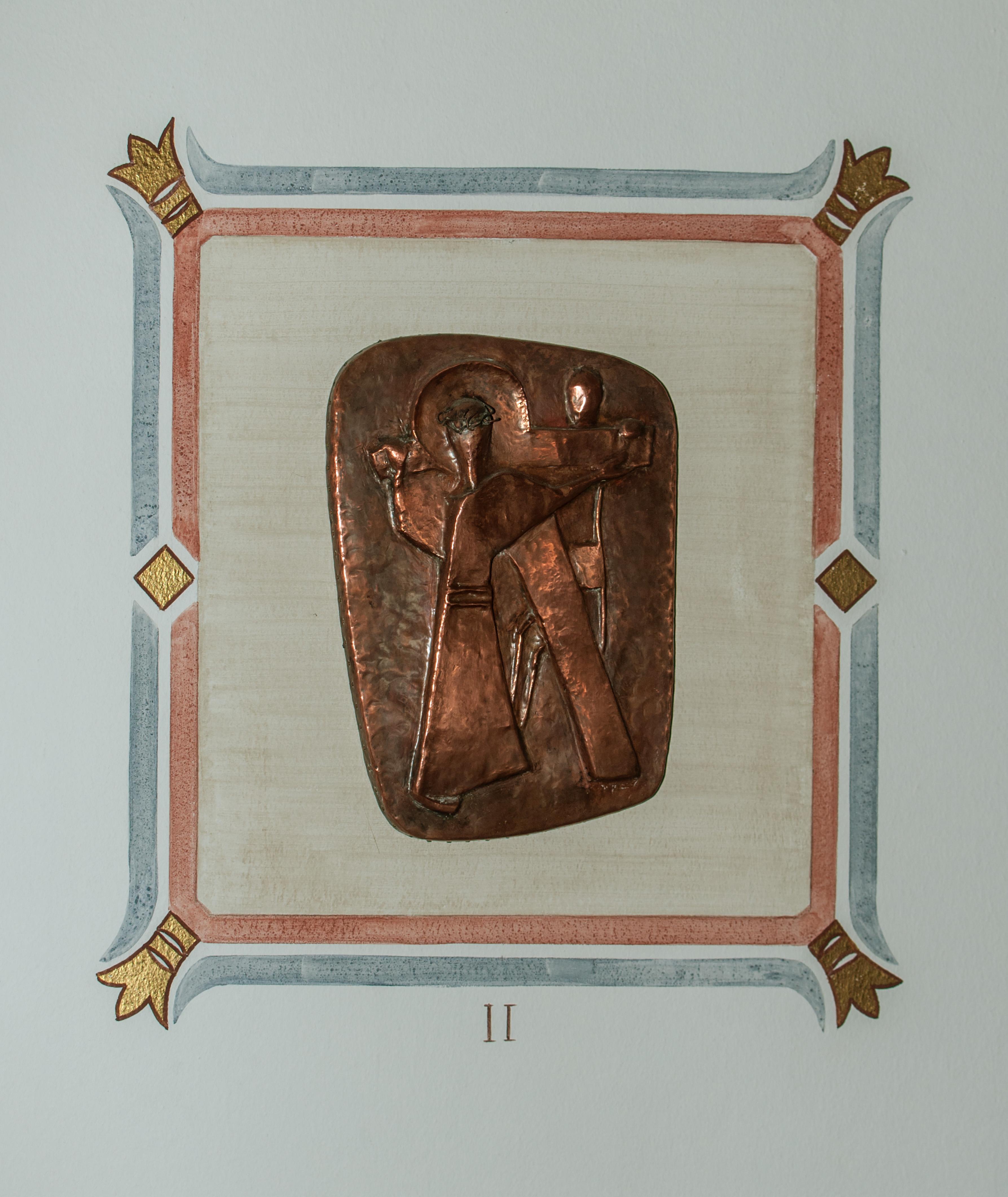
In Kupfer geprägte Kreuzwegstation II

## Ausstattung
- Der Altar, die Tabernakelstele und das Wandkreuz wurden von Klaus Iserlohe mit flachen Reliefs gestaltet.
- Die Glocke von 1768 wurde in Saarburg bei Trier aus Zinnbronze gegossen. Sie wurde für das ehemalige Prämonstratenserkloster Wedinghausen hergestellt und ist dem Hl. Norbert geweiht.
- In der Glockengießerei Hans August Mark in Brockscheid wurden 1991 fünf neue Glocken gegossen, sie tragen die Namen: Josef, Elisabeth, Maria, Kreuzglocke und Auferstehungsglocke. Das melodische Geläut erklingt in es'-as'-b'-c"-es".